# Franc Zadravec

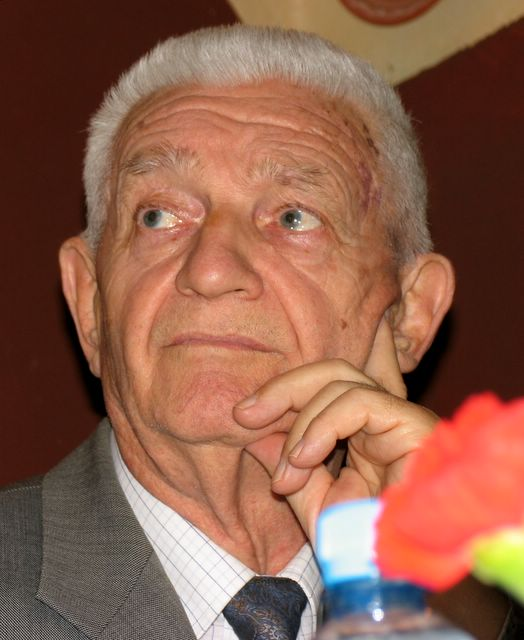
Franc Zadravec

Franc Zadravec (* 27. September 1925 in Stročja vas; † 24. Juli 2016 in Gornji Grad) war ein slowenischer Literaturwissenschaftler.
Zadravec studierte nach dem Besuch des Gymnasiums slowenische und russische Sprache und Literatur an der Universität Ljubljana. Von 1952 bis 1957 arbeitete er als Gymnasialprofessor in Murska Sobota. Ab 1957 war er Assistent am Institut für Slawistik der Universität Ljubljana. 1962 legte er eine Dissertationsarbeit über Miško Kranjec vor und wurde Dozent. Ab 1967  bis zu seiner Emeritierung 1993 war er Professor für slowenische Literaturgeschichte. 1979 wurde er Korrespondent, 1983 ordentliches Mitglied der Slowenischen Akademie der Wissenschaften und Künste.
Der Schwerpunkt seiner Forschung und Analyse war die slowenische Literatur der Moderne (Ivan Cankarj, Oton Župančič, Alojz Gradnik, Srečko Kosovel, Slavko Grum, Ivana Preglj, France Bevk, Ciril Kosmač und Prežihov Voranc). Er veröffentlichte mehr als 300 wissenschaftliche Arbeiten, Studien und Artikel im In- und Ausland. Von 1959 bis 1969 war er Herausgeber der Zeitschrift Jezik in slovstvo. Ab 1953 war er Redakteur, von 1981 bis 1997 Chefredakteur der Zeitschrift Slavistična revija. 1980 wurde er mit dem Verdienstorden mit silbernen Strahlen ausgezeichnet, 1984 erhielt er den Kidrič-Preis.

## Werke
- Kranjec 1908–1935 (1963)
- Oktobrska revolucija in slovenska literatura (1968)
- Književna esejistika in kritika (1967)
- Slovenska književnost (1945–1965)
- Zgodovina slovenskega slovstva V, Nova romantika in mejni obliki realizma (1970)
- Zgodovina slovenskega slovstva VI, VII, Ekspresionizem in socialni realizem, 1. und 2. Teil (1972)
- Zgodovina slovenskega slovstva (1973, mit Jože Pogačnik)
- Istorija slovenačke književnosti (1973, mit Jože Pogačnik)
- Slovenska besedna umetnost v prvi polovici XX. stoletja (1974)
- Literarni teoretik in kritik Josip Vidmar (1976)
- Elementi slovenske moderne književnosti (1980)
- Umetnikov »črni piruh« (1981),
- Alojz Gradnik (1981)
- Josip Vidmar (1981)
- Srečko Kosovel (1986)
- Poet prekmurskih ravnin Miško Kranjec (1988)
- Cankarjeva ironija (1991)
- Slovenska ekspresionistična literatura (1993)
- Slovenski roman XX. stoletja, 1.–3. Teil (2002, 2005, 2007)
- Pesništvo in prostost (2008)
- Zvezde kresnih večerov (analiza dvajsetih nagrajenih romanov od 1991 do 2010) (2010)
- Slovenska literarna satira od Ivana Cankarja do Slavka Pregla (2010)